# North Wildwood
North Wildwood é uma cidade localizada no estado americano de Nova Jérsei, no Condado de Cape May.

## Demografia
Segundo o censo americano de 2000, a sua população era de 4935 habitantes.
Em 2006, foi estimada uma população de 4803, um decréscimo de 132 (-2.7%).

## Geografia
De acordo com o United States Census Bureau tem uma área de
5,5 km², dos quais 4,6 km² cobertos por terra e 0,9 km² cobertos por água.

## Localidades na vizinhança
O diagrama seguinte representa as localidades num raio de 8 km ao redor de North Wildwood.